# Torpille Mark 13
La torpille Mark 13 est la torpille aérienne la plus courante de l'US Navy pendant la Seconde Guerre mondiale. C'est la première torpille américaine conçue à l'origine pour être lancée à partir uniquement d'un avion, bien qu'elle fût également utilisée à bord des PT boat.
Les Mark 13 Mod 0 se révélés trop fragile pour les vitesses plus élevées des bombardiers-torpilleurs Douglas TBD Devastator et du Grumman TBF Avenger entrés en service après leur conception. La conception de base a été renforcée et le Mod 10 était probablement la meilleure torpille lourde déployée durant la Seconde Guerre mondiale avec une vitesse de largage de plus de 400 Nœuds et la capacité de chuter de 2 500 pieds au début de 1944.
À partir de 1942, la fabrication des coques extérieures des torpilles est effectué par Pressed Steel Car Company (en) qui les envoyés aux usines d'International Harvester et d'Amertorp Corporation à Forest Park (Illinois) qui assemblaient les torpilles.

## Galerie

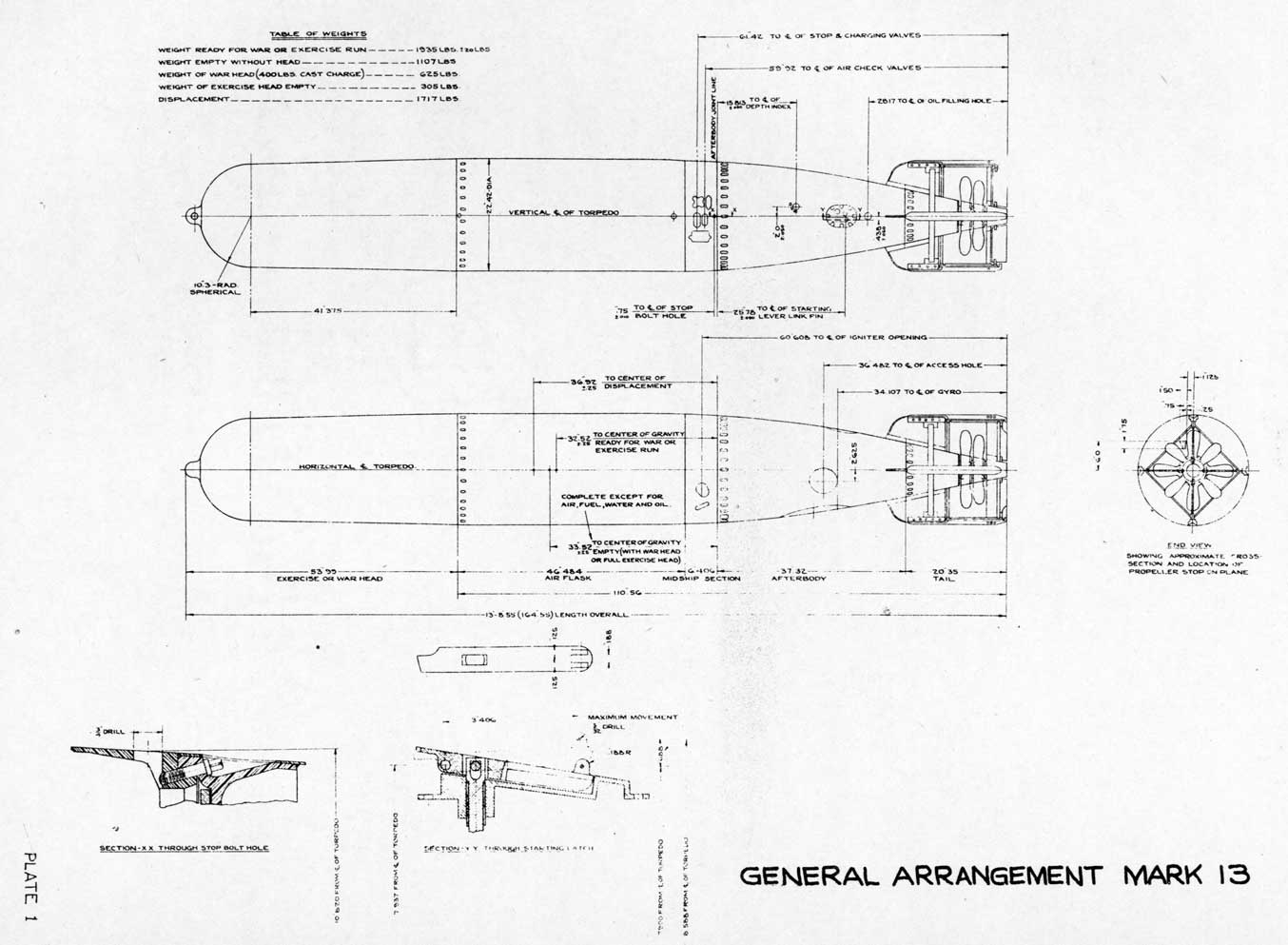
Disposition générale de la torpille Mark 13, telle que publiée dans un manuel d'entretien.
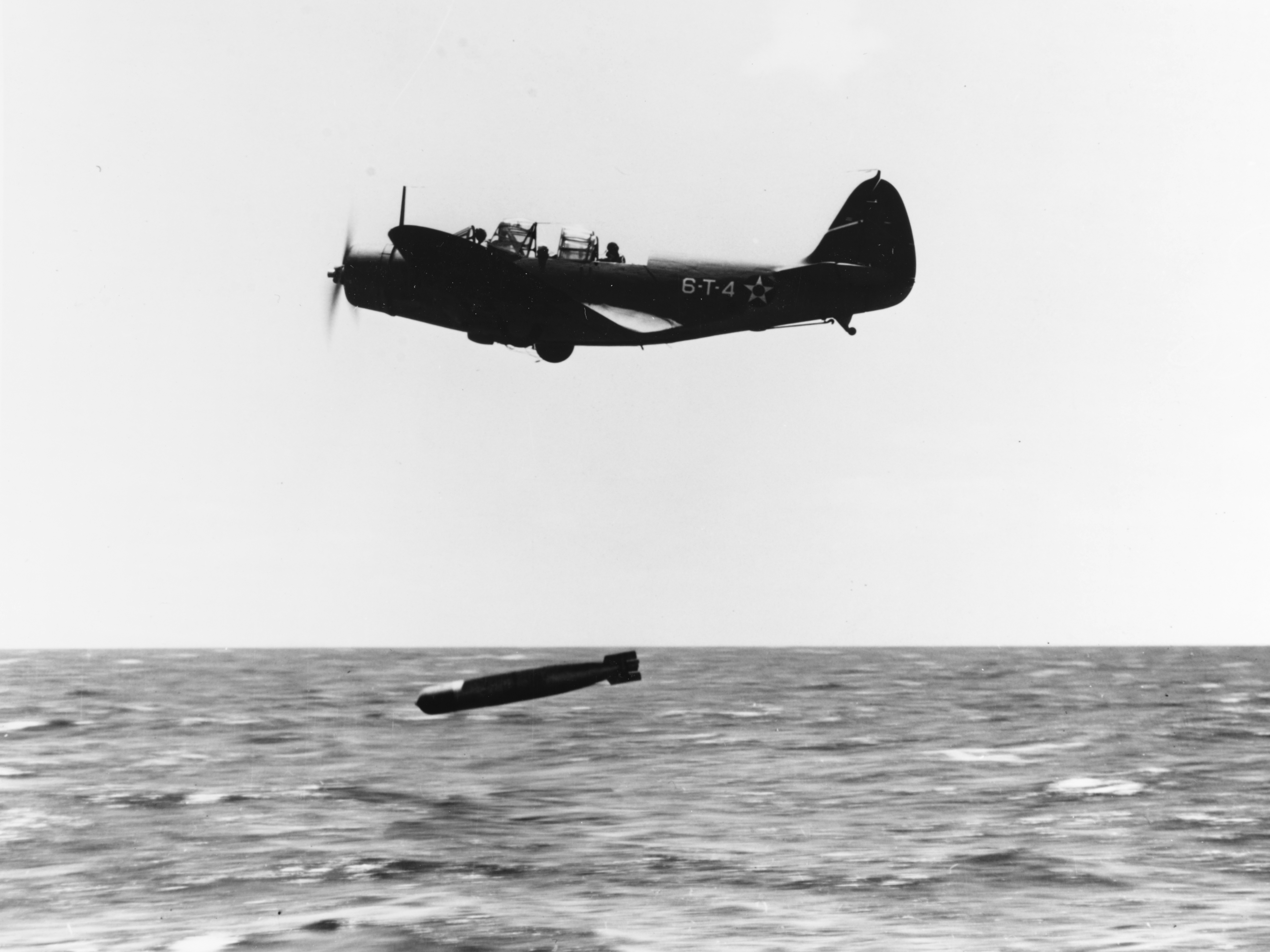
Douglas TBD Devastator effectuant un largage d'entraînement avec une torpille Mark 13, 20 octobre 1941.
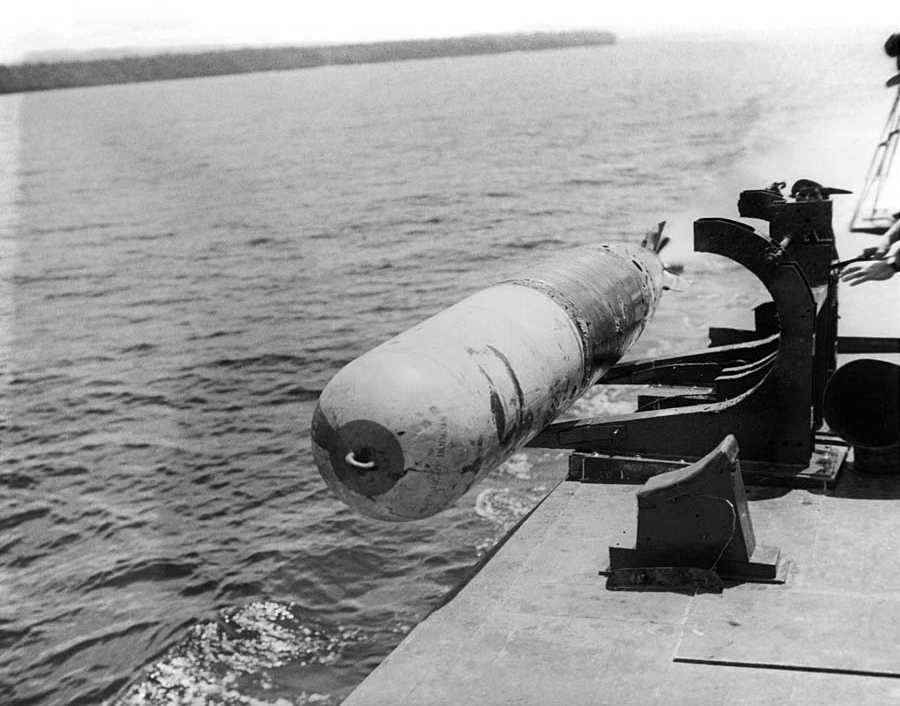
Torpille Mark 13 lancée à partir d'un PT boat de la marine américaine lors d'un entraînement dans les îles Salomon centrales, vers 1943-1944.